# Ếch Namiye
Ếch Namiye (danh pháp khoa học: Limnonectes namiyei) là một loài ếch trong họ Ranidae. Chúng là loài đặc hữu của Nhật Bản.
Các môi trường sống tự nhiên của chúng là các khu rừng khô nhiệt đới hoặc cận nhiệt đới và sông. Loài này đang bị đe dọa do mất môi trường sống.